# Рахматуллаев, Аслан
Асла́н Рахматулла́ев (тадж. Асланшо Раҳматуллоев; 23 сентября 1954, Пушёни Поён, Восейский район — 27 апреля 2025) — советский и таджикский актёр, режиссёр и театральный деятель. Заслуженный артист Республики Таджикистан (1998). Народный артист Республики Таджикистан (2005).

## Биография
Родился 23 сентября 1954 года в селе Пушиён Восейского района. В 1975 году окончил Всесоюзный государственный институт кинематографии (ВГИК).
Актёр и режиссёр Образцового Театра миниатюры «Оина».
Скончался 27 апреля 2025 года. Похоронен на кладбище «Лучоб» в Душанбе.
Был в браке с Соджидой Рахмоновой (1995-2025).
Имеет 5-х детей, Шухрат Рахматуллоев, Шавкат Рахматуллоев, Зухуршо Рахматуллоев, Рухсорамо Рахматуллоева и Озода Рахматуллоева

## Фильмография
1. 1972 — Ураган в долине
2. 1976 — Птицы наших надежд
3. 1976 — Семь похищенных женихов
4. 1979 — Встреча в ущелье смерти
5. 1981 — Комендантский час
6. 1981 — Контакт — Далер
7. 1982 — Гляди веселей
8. 1983 — Заложник — пулемётчик
9. 1983 — На перевале не стрелять!
10. 1983 — Приключения маленького Мука — первый лекарь
11. 1984 — Друзей не предают
12. 1985 — Джура — охотник из Мин-Архара
13. 1986 — Новые сказки Шахерезады — Фаллах
14. 1987 — Искупление
15. 1988 — Кумир
16. 1989 — Возвращение Ходжи Насреддина — Ходжа Зульфикар
17. 1990 — Откровение Ивана Ефремова — Гирин, врач и психофизиолог, ученик Гуру
18. 1990 — Смерть прокурора
19. 1991 — Мужчина и две его женщины
20. 1992 — Маленький мститель
21. 1993 — Кош ба кош
22. 1993 — Четвёртая сторона треугольника
23. 1997 — Сердобольный дядя
24. 1998 — Вечно живой
25. 2005 — Маленькие скандалы большого города
26. 2006 — Экзамен
27. 2006 — Офицеры — торговец
28. 2008 — Выстрел судьбы
29. 2009 — Бомжи в больнице
30. 2009 — Мама рядом
31. 2009 — Цыпочки
32. 2010 — Снежный человек
33. 2012 — Золотой запас
34. 2016 — Сон обезьяны